# باري غاردنر
باري غاردنر (بالإنجليزية: Barry Gardner)‏ هو لاعب كرة قدم أمريكية أمريكي، ولد في 13 ديسمبر 1976 في هارفي في الولايات المتحدة.

## وصلات خارجية
- باري غاردنر على موقع مرجع كرة القدم المحترفة.كوم (الإنجليزية)